# Татарско-Ахметьевское торфяное болото
Татарско-Ахметьевское торфяное болото — болото в Алькеевском районе на юге Татарстана.
Комплексный памятник природы регионального значения с конца 1985 года, имеющий научное значение как южная точка ареала аркто-бореальных видов растений.

## Описание
Находится на краю лесного массива у левого берега Малого Черемшана напротив села Татарское Ахметьево. Представляет собой водно-болотный комплекс площадью 15 га в первой надпойменной террасе Мал. Черемшана. Около 3-х га составляет площадь озера, 5 га приходится на заболоченный открытый участок, остальную часть занимает заболоченный лиственный лес.
С севера и запада от болота проходит русло реки, от моста через реку по северному краю болота проходит грунтовая дорога. На востоке и юге простирается заболоченный лес (болото Моховое). Территория относится к Чувашско-Бродскому сельскому поселению.
Болото минеротрофного типа (грунтовое питание), лимногенного происхождения, состоит из древесно-травяных и осоковых торфов (степень разложения верхнего слоя торфа не более 25 %, зольность 7,5 %).
В болоте встречаются более 50 видов растений, из которых занесены в Красную книгу РТ: берёза низкая (ледниковый реликт), ива розмаринолистная, пушица широколистная, грушанка зелёноцветковая, дремлик болотный, бодяк болотный и др.. Болото является единственным в республике местом произрастания лосняка Лёзеля и мытника скипетровидного. Из редких видов птиц встречаются осоед и журавль серый.